# Hermann Ehrhardt
Hermann Ehrhardt (ur. 29 listopada 1881 w Diersburgu, obecnie dzielnica gminy Hohberg, zm. 27 września 1971 w Krems nad Dunajem) – dowódca niemieckich Freikorpsów w czasie zamieszek w Republice Weimarskiej w latach 1918–1920. Dowodził II Brygadą Marynarki, znaną także jako Brygada Marynarki Ehrhardt (Marinebrigade Ehrhardt).
Wstąpił do Niemieckiej Cesarskiej Marynarki, gdzie służył w randze komandora podporucznika. Był zdecydowanym przeciwnikiem Traktatu Wersalskiego, reprezentował skrajnie prawicowe poglądy. W okresie po upadku Cesarstwa Niemieckiego, Ehrhardt utworzył II Brygadę Marynarki.
W marynarce służył jako komandor podporucznik, w armii lądowej piastował stopień majora. W tym czasie podlegało mu około 6000 żołnierzy. Jego siły walczyły w północno-zachodnich i środkowych Niemczech, na Śląsku oraz w Bawarii. Uczestniczyły również w nieudanym puczu Kappa-Lüttwitza w roku 1920. Po klęsce zamachu stanu opuścił Niemcy, lecz po amnestii powrócił do ojczyzny. W Bawarii wraz z Gustavem von Kahrem utworzył Ligę Wikingów, pomocniczą jednostkę policyjną.
Podczas puczu monachijskiego Ehrhardt i jego zastępca Eberhard Kautter odmówili współpracy z partią nazistowską Adolfa Hitlera. Ehrhardt wkrótce potem toczył walkę o przewodnictwo niemieckiej prawicy z frakcją Hitlera. Nie udało mu się jednak zdobyć poparcia społecznego, a wielu z jego podkomendnych wkrótce wstąpiła do NSDAP.
Ehrhardt znalazł się na liście osób wskazanych do unicestwienia podczas nocy długich noży – największej hitlerowskiej czystki przeciwników politycznych, jednakże udało mu się zbiec do Austrii.
Zmarł w wieku 90 lat w roku 1971 w Krems nad Dunajem.

## Odznaczenia
Odznaczenia Ehrhardta to między innymi:
- Order Królewski Korony IV klasy z mieczami (Prusy)
- Kawaler Orderu Hohenzollernów z mieczami na wojennej wstędze (Prusy)
- Krzyż Żelazny I klasy (Prusy)
- Kawaler Orderu Lwa Zeryngeńskiego z liśćmi dębu i mieczami (Badenia)
- Krzyż Fryderyka Augusta I klasy (Oldenburg)